# میس ۴۵
میس ۴۵ (انگلیسی: Ms. 45) یک فیلم سودجویانه دلهره‌آور جنایی در زیرگونهٔ تجاوز و انتقام به کارگردانی ایبل فرارا و هنرپیشگی زوئی لوند محصول سال ۱۹۸۱ است.